# Надмасивна чорна діра

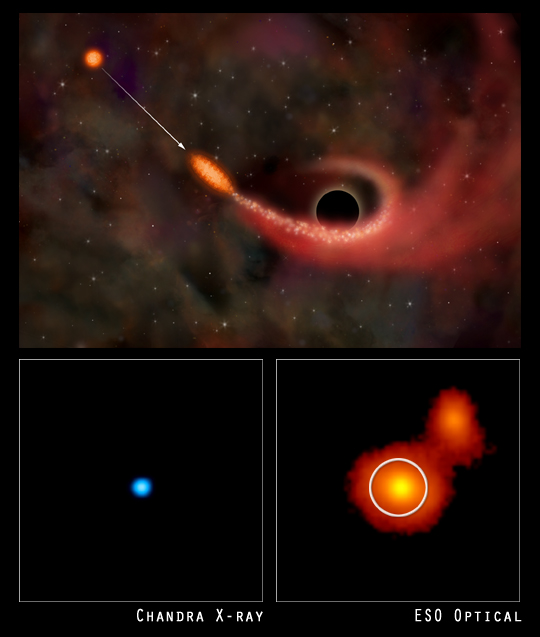
Зверху: надмасивна чорна діра, яка поглинає зорю, в уяві художника. Знизу: зображення, що приблизно демонструє надмасивну чорну діру в галактиці RXJ 1242-11. Ліворуч: в рентгенівському випроміненні. Праворуч: в оптичному діапазоні.

Надмасивна чорна діра — чорна діра з масою близько 105—1010 мас Сонця[відсутнє в джерелі]. Станом на 2014 рік надмасивні чорні діри виявлено в центрах багатьох галактик, зокрема, у Чумацькому Шляху. Надмасивні чорні діри мають специфічні властивості, які відрізняють їх від менших чорних дір:
- Парадоксально, проте середня густина надмасивної чорної діри може бути дуже малою (але не менше щільності повітря[3]). Це пояснюється тим, що радіус Шварцшильда прямо пропорційний масі, а щільність — обернено пропорційна об'єму. Оскільки об'єм кулястого об'єкта прямо пропорційний кубу радіуса, а маса росте лише лінійно, то об'єм зростає швидше, ніж маса. У результаті середня густина чорної діри зменшується зі збільшенням її радіусу.
- Припливні сили біля горизонту подій значно слабші через те, що центральна сингулярність розташована настільки далеко від горизонту, що гіпотетичний астронавт, який подорожує до центру чорної діри, може не відчути впливу екстремальних припливних сил доки не зануриться в неї досить глибоко.

## Формування

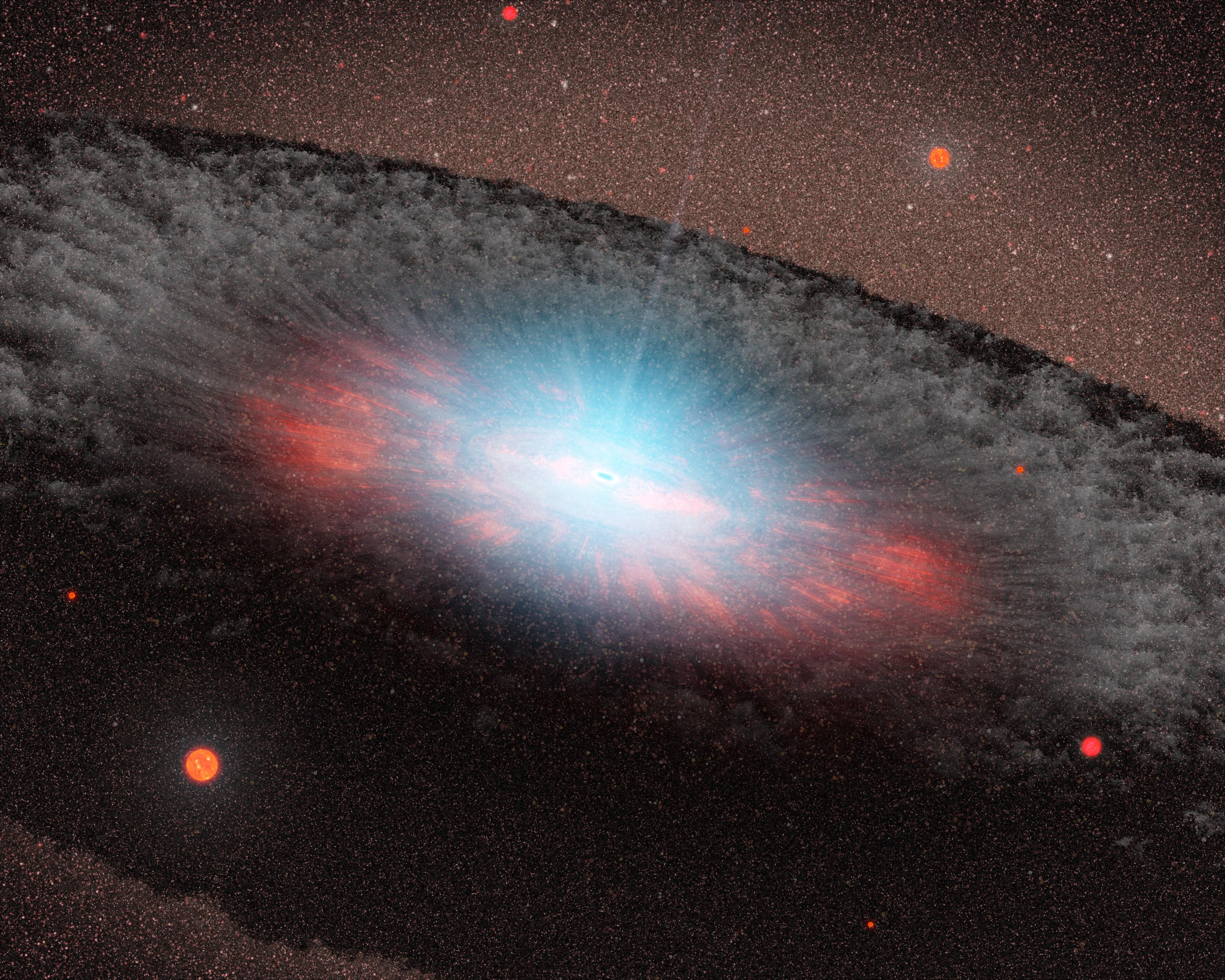
Надмасивна чорна діра і її акреційний диск в уяві художника Джерело: NASA/JPL-Caltech

Загальноприйнятої теорії утворення надмасивних чорних дір немає. Існує декілька гіпотез, найочевиднішою з яких є гіпотеза поступового збільшення маси чорної діри шляхом акреції речовини на чорну діру зоряної маси. Інша гіпотеза припускає, що надмасивні чорні діри утворюються під час колапсу великих газових хмар і перетворюються на релятивістську зорю з масою в кількасот тисяч сонячних мас або більше. Така зоря швидко стає нестабільною до радіальних збурень внаслідок утворення електронно-позитронних пар у її ядрі, і може сколапсувати відразу в чорну діру. При цьому колапс відбувається минаючи стадію наднової, коли вибух розкидав би більшу частину маси, не дозволивши утворитися надмасивній чорній дірі. Ще одна модель припускає, що надмасивні чорні діри могли утворитися в результаті колапсу щільних зоряних скупчень, коли негативна тепломісткість системи призводить дисперсію швидкості в ядрі до релятивістських значень. Нарешті, первинні чорні діри могли утворюватися з початкових збурень відразу після Великого вибуху.
Важкість виникнення надмасивної чорної діри полягає в тому, що достатня для цього кількість речовини повинна бути сконцентрована у відносно невеликому об'ємі. Для цього у речовини має бути дуже малий початковий кутовий момент, тобто, повільне обертання. Звичайно швидкість акреції на чорну діру обмежена саме кутовим моментом падаючої речовини, який має бути в основному переданий назовні, що й обмежує швидкість зростання маси чорної діри (див. Акреційний диск).
У переліку кандидатів у чорні діри, за якими ведеться спостереження, є провал у розподілі мас. Є чорні діри зоряних мас, які утворюються в результаті колапсу зір, маса яких доходить, імовірно до 33 M☉. Мінімальна маса надмасивних чорних дір становить близько 105 M☉. Між цими значеннями мають бути чорні діри проміжних мас, але відома лише єдина така чорна діра (HLX-1, яку знайшов австралійський радіотелескоп CSIRO 9 липня 2012 року), що є аргументом на користь різних механізмів утворення легких і важких чорних дір. Деякі астрофізичні моделі, однак, пояснюють характерні особливості над'яскравих рентгенівських джерел, як такі, що містять саме чорні діри проміжних мас.

## Виявлення надмасивних чорних дір
На сьогодні єдиний достовірний спосіб відрізнити чорну діру від об'єкта іншого типу полягає в тому, щоб виміряти масу та розміри об'єкта й порівняти його радіус із гравітаційним радіусом, який визначається формулою
{\displaystyle \ R_{g}={2GM \over c^{2}}},
де {\displaystyle \ G} — гравітаційна постійна, {\displaystyle \ M} — маса об'єкта, {\displaystyle \ c} — швидкість світла.
На жаль, роздільна здатність телескопів недостатня до того, щоб розрізняти ділянки простору розміром близько гравітаційного радіуса чорної діри. Тому в ідентифікації надмасивних об'єктів як чорних дір є відносний рівень похибки. Вважається, що визначена верхня межа маси цих об'єктів недостатня, щоб розглядати їх як скупчення білих або коричневих карликів, нейтронних зір, чорних дір звичайної маси.
Існує багато способів виявити масу й орієнтовні розміри надмасивного тіла, однак більшість із них засновані на вимірах характеристик орбіт об'єктів, які обертаються довкола них (зір, радіоджерел, газових дисків). У найпростішому випадку обертання відбувається кеплерівськими орбітами, про що каже пропорційність швидкості обертання супутника квадратному кореню з великої півосі орбіти:
{\displaystyle \ V={\sqrt {GM \over r}}}.
У цьому випадку маса центрального тіла визначається за відомою формулою
{\displaystyle \ M={V^{2}r \over G}}.
Нерідко, коли об'єкти-супутники являють собою суцільне середовище (газовий диск, щільне зоряне скупчення), яке своїм тяжінням впливає на характеристики орбіти, радіальний розподіл маси в ядрі галактики виходить шляхом рішення т.зв. беззіткненного рівняння Бернуллі.

### Метод відношення маса-світність
Основним методом пошуку надмасивних чорних дір на сьогодення є дослідження розподілу яскравості й швидкості руху зір залежно від відстані до центру галактики. Розподіл яскравості визначається фотометричними методами під час фотографування галактик з великою роздільною здатністю, а розподіл швидкості зір — за червоним зміщенням і розширенням ліній поглинання в спектрах зір.
Маючи розподіл швидкості зір {\displaystyle \ V(r)} можна знайти радільний розподіл мас {\displaystyle \ M(r)} у галактиці. Наприклад, при еліптичній симетрії поля швидкостей рішення рівняння Бернуллі дає наступний результат:
{\displaystyle \ M(r)={V^{2}r \over G}+{\sigma _{r}^{2}r \over G}\left[-{d\,\ln \nu  \over d\,\ln r}-{d\,\ln \sigma _{r}^{2} \over d\,\ln r}-\left(1-{\sigma _{\theta }^{2} \over \sigma _{r}^{2}}\right)-\left(1-{\sigma _{\phi }^{2} \over \sigma _{r}^{2}}\right)\right]},
де {\displaystyle \ V} — швидкість обертання, {\displaystyle \ \sigma _{r},\,\,\sigma _{\theta }} і {\displaystyle \ \sigma _{\phi }} — радіальна й азимутальна проєкції дисперсії швидкості, {\displaystyle \ G} — гравітаційна стала, {\displaystyle \ \nu } — щільність зоряної речовини, яка звичайно вважається пропорційною світності.
Оскільки чорна діра має більшу масу за низької світності, однією з ознак наявності в центрі галактики надмасивної чорної діри може слугувати високе відношення маси до світності {\displaystyle \ M/L} для ядра галактики. Щільне скупчення звичайних зір має відношення {\displaystyle \ M/L} близько одиниці (маса й світність виражаються в одиницях маси й світності Сонця), тому значення {\displaystyle \ M/L>1} (для деяких галактик {\displaystyle \ M/L>1000}), є ознакою наявності надмасивної чорної діри. Можливі, однак альтернативні пояснення цього феномену: скупчення білих чи коричневих карликів, нейтронних зір, чорних дір звичайної маси.

### Вимірювання швидкості обертання газу
Останнім часом завдяки підвищенню роздільної здатності телескопів стало можливим спостерігати й вимірювати швидкість руху окремих об'єктів безпосередньо біля центрів галактик. Так, за допомогою спектрографа FOS (Faint Object Spectrograph) космічного телескопа «Хаббл» групою під керівництвом Х. Форда була виявлена газова структура, що обертається в центрі галактики M87. Швидкість обертання газу на відстані близько 60 св. років від центру галактики становила 550 км/с, що у разі кеплерівської орбіти відповідає масі центрального тіла близько 3× 109 мас Сонця. Попри велетенську масу центрального об'єкта, не можна бути впевненим, що він являє собою чорну діру, оскільки гравітаційний радіус такої діри становить близько 0,001 св. року.

### Вимірювання швидкості мікрохвильових джерел
1995 року група під керівництвом Дж. Морана спостерігала точкові мікрохвильові джерела, які обертались безпосередньо біля центру галактики NGC 4258. Спостереження проводились за допомогою радіоінтерферометра, який включав мережу наземних радіотелескопів, що дозволило спостерігати центр галактики з кутовою роздільною здатністю 0,001". Всього було знайдено 17 компактних джерел, які розташовані в дископодібній структурі радіусом 10 св. років. Джерела обертались відповідно до кеплерівського закону (швидкість обертання обернено пропорційна квадратному кореню з відстані), звідки маса центрального об'єкта була оцінена як 4× 107 мас сонця, а верхня межа радіусу ядра — 0,04 св. року.

### Спостереження траєкторій окремих зір
В 1993–1996 роках А. Екарт и Р. Генцель спостерігали рух окремих зір в околицях нашого центру Галактики. Спостереження проводились в інфрачервоних променях, для яких міжзоряний пил поблизу ядра галактики не є перешкодою. У результаті вдалося виміряти параметри руху 39 зір, які перебували на відстані від 0,13 до 1,3 св. року від центру Галактики. Було встановлено, що рух зір відповідає кеплерівським законам, центральне тіло масою 2,5× 106 M☉ і радіусом не більше 0,05 св. роки відповідає розташуванню компактного радіоджерела Стрілець A (Sgr A).

## Надмасивна чорна діра в центрі Чумацького шляху
Маса надмасивної чорної діри за різними оцінками становить від 2-х до 5-ти мільйонів сонячних мас.

### Спостереження в радіодіапазоні
Довгий час центр нашої Галактики, приблизне положення якого (сузір'я Стрільця) було відомо за оптичними спостереженнями, не був асоційований ні з яким компактним астрономічним об'єктом. Тільки в 1960 Дж. Оорт і Г. Рогур встановили, що безпосередньо біля галактичного центру (на кутовій відстані менш ніж 0,03°) перебуває радіоджерело Стрілець A* (Sgr A). У 1966 році Д.Даунс і А. Максвел, узагальнивши дані радіоспостережень у дециметровому й сантиметровому діапазонах, дійшли висновку, що мале ядро Галактики являє собою об'єкт діаметром 10 пк, пов'язаний із джерелом Стрілець-А. До початку 1970-х років завдяки спостереженням у радіохвильовому діапазоні було відомо, що радіоджерело Стрілець-А має складну просторову структуру. У 1971 р. Дауніс і Мартін, проводячи спостереження на Кембриджському радіотелескопі з базою 1,6 км на частотах 2,7 і 5 ГГц з роздільною здатністю близько 10", з'ясували, що радіоджерело складається з двох дифузних хмар, які перебувають на відстані 1' одна від одної: східна частина (Sgr A) випромінює радіохвильовий спектр нетеплової природи, а західна (Sgr A*) являє собою радіовипромінну хмару гарячого іонізованого газу діаметром близько 45" (1,8 пс). 1974 року Б. Балік та С. Сандерс на 43-метровому радіотелескопі Національної радіоастрономічної обсерваторії (NRAO) виконали картографування радіоджерела Стрілець-А на частотах 2,7 і 8,1 ГГц з роздільною здатністю 2". Було виявлено, що обидва радіоджерела являють собою компактні утворення діаметром менш ніж 10" (0,4 пс), оточені хмарами гарячого газу.

### Початок спостережень в інфрачервоному діапазоні
Аж до кінця 1960-х років не існувало ефективних інструментів для вивчення центральних ділянок Галактики, оскільки щільні хмари космічного пилу, що закривають від спостерігача галактичне ядро, повністю поглинають видиме випромінювання, яке йде від ядра і значно ускладнюють роботу в радіодіапазоні. Ситуація докорінно змінилася завдяки розвитку інфрачервоної астрономії, для якої космічний пил практично прозорий. Ще в 1947 році Стеббінс та А. Уітфорд, використовуючи фотоелемент, сканували галактичний екватор на довжині хвилі 1,03 мкм, однак не виявили дискретного інфрачервоного джерела. В. І. Мороз 1961 року зробив аналогічне сканування околиць Sgr A на хвилі 1,7 мкм і також зазнав невдачі. 1966 року Е. Беклін сканував район Sgr A в діапазоні 2,0-2,4 мкм і вперше виявив джерело, яке за положенням і розмірами відповідало радіоджерелу Стрілець-А. 1968 року Е. Беклін та Г. Нейгебауер провели сканування для довжин хвиль 1,65, 2,2 і 3,4 мкм з роздільною здатністю 0,08-1,8" і виявили об'єкт складної структури, який складається з основного інфрачервоного джерела діаметром 5', компактного об'єкта всередині нього, розширеної фонової області і декількох компактних зореподібних джерел безпосередньо біля основного джерела. У середині 1970-х років починається дослідження динамічних характеристик об'єктів. 1976 року Е. Волман спектральними методами (використовувалась лінія випромінення неону Ne II з довжиною хвилі 12,8 мкм) досліджував швидкість руху газів, на ділянці діаметром 0,8 пс довкола галактичного центру. Спостереження показали симетричний рух газу зі швидкостями 75 км/c. Згідно з отриманими даними Волман здійснив одним із перших спробував оцінити масу об'єкта, який імовірно перебуває в центрі галактики. Обчислена ним верхня межа маси становила 4× 106 мас Сонця.

### Виявлення компактних інфрачервоних джерел
Подальше збільшення роздільної здатності телескопів дозволило виділити в газовій хмарі, яка оточує центр галактики, декілька компактних інфрачервоних джерел. 1975 року Е. Беклін і Г. Нейгебауер склали інфрачервону карту центру Галактики для довжин хвиль 2,2 і 10 мкм з роздільною здатністю 2,5", на якій виділили 20 окремих джерел, які отримали назву IRS1—IRS20. Чотири з них (1, 2, 3, 5) позиційно збіглися з відомими за радіоспостереженнями компонентами радіоджерела Sgr A. Природа виділених джерел довгий час обговорювалась. Одне з них (IRS 7) було ідентифіковано як молода зоря-надгігант, декілька інших — як молоді гіганти. IRS 16 виявився дуже щільним (106 мас Сонця на пс³) скупченням зір-гігантів і карликів. Інші джерела імовірно були компактними хмарами H II й планетарними туманностями, у деяких із них були зоряні компоненти. Променева швидкість окремих джерел лежала в межах ±260 км/c, діаметр становив 0,1—0,45 пс, маса 0,1—10 мас Сонця, відстань до центра Галактики 0,05—1,6 пс. Маса центрального об'єкта оцінювалась як 3× 106 мас Сонця, таким самим був порядок маси, розподіленої на ділянці радіусом 1 пс довкола центра. Оскільки імовірна похибка при обчисленні мас була того ж порядку, припускалася відсутність центрального тіла, при якому розподілена в радіусі 1 пс маса оцінювалась як 0,8-1,6× 107 мас Сонця.
Наступне десятиліття характеризувалося поступовим зростанням роздільної здатності оптичних приладів та виявленням все більш докладної структури інфрачервоних джерел. До 1985 року стало зрозуміло, що найімовірнішим місцем перебування центральної чорної діри є джерело, позначене як IRS 16. Були виявлені також два потужних потоки іонізованого газу, один з яких обертався по круговій орбіті на відстані 1,7 пс від центру Галактики, а другий — по параболічній на відстані 0,5 пс. Маса центрального тіла, розрахована за швидкістю цих потоків становила 4,7× 106 мас Сонця за першим потоком і 3,5× 106 мас Сонця — за другим.

### Спостереження окремих зір

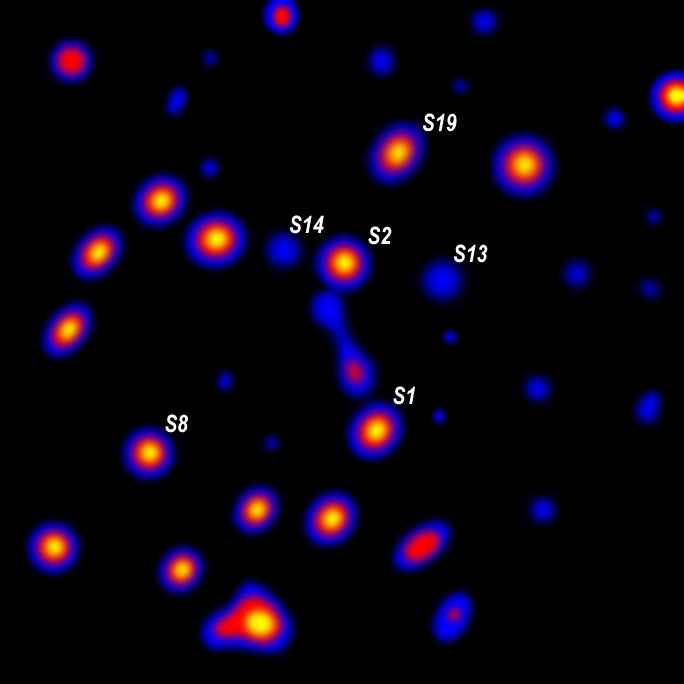
Зорі в межах ±0,5" від центру Галактики (малюнок)

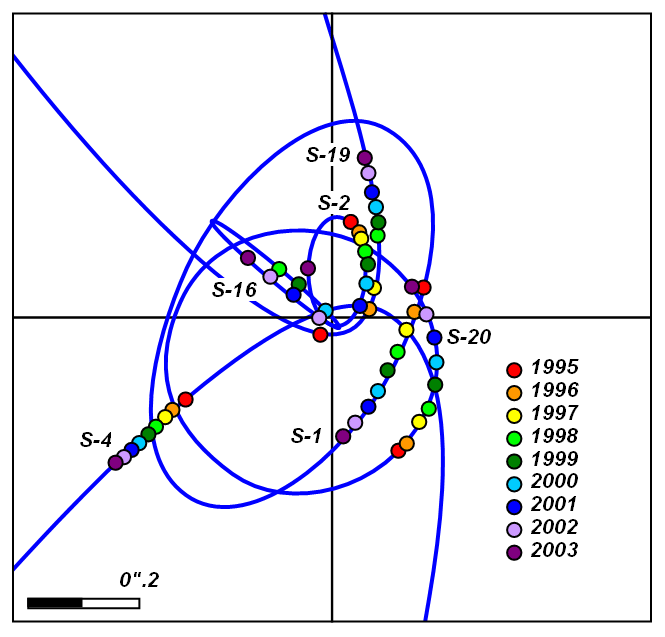
Траєкторії найближчих до центру Галактики зір (за даними спостережень 1995–2003 років)

1991 року почав роботу інфрачервоний матричний детектор SHARP I на 3,5-метровому телескопі Європейської південної обсерваторії (ESO) в Ла-Силла (Чилі). Камера діапазону 1-2,5 мкм забезпечувала роздільну здатність 50 кутових мкс на 1 піксель матриці. Окрім того, було встановлено 3D-спектрометр на 2,2-метровому телескопі тієї самої обсерваторії. З появою інфрачервоних детекторів високої роздільної здатності стало можливим спостерігати на центральних ділянках галактики окремі зорі. Вивчення їх спектральних характеристик показувало, показало, що більшість із них є молодими зорями віком декілька мільйонів років. Всупереч раніше прийнятим поглядам, було встановлено, що в околицях надмасивної чорної діри активно відбувається процес зореутворення. Вважають, що джерелом газу для цього процесу є два плоскі акреційні газові кільця, які були знайдені в центрі Галактики в 1980-х роках. Однак внутрішній діаметр цих кілець занадто великий, щоб пояснити процес зореутворення безпосередній біля чорної діри. Зорі, які перебувають у радіусі 1" від чорної діри (так звані «S-зорі») мають випадковий напрямок орбітальних моментів, що суперечить акреційному сценарію їх виникнення. Передбачається, що це гарячі ядра червоних гігантів, які утворились у віддалених районах Галактики, а потім мігрували в центральну зону, де їх зовнішні оболонки були зірвані припливними силами чорної діри. До 1996 року було відомо понад 600 зір на ділянці діаметром близько парсека (25") довкола радіоджерела Стрілець А*, а для 220 з них були надійно визначені радіальні швидкості. Оцінка маси центрального тіла становила 2-3× 106 мас Сонця, радіуса — 0,2 св. роки. У жовтні 2009 року роздільна здатність інфрачервоних детекторів досягла 0.0003" (що на відстані 8 кпс відповідає 2.5 а.е.). Кількість зір у межах 1 пс від центру Галактики, для яких виміряно параметри руху, перевищила 6000. Розраховано досить точні орбіти для найближчих до центру Галактики 28 зір, найцікавішою серед яких є зоря S2. За час спостерігань (1992–2007), вона зробила повний оберт довкола чорної діри, що дозволило з більшою ймовірністю оцінити її параметри. Період обертання S2 становить 15,8 ± 0,11 року, велика піввісь орбіти — 0,123" ± 0,001" (1000 а. о.), ексцентриситет — 0,880" ± 0,003", максимальне наближення до центрального тіла — 0,015" або 120 а. о. Точний вимір параметрів орбіти S2, яка виявилася близькою до кеплерівської, дозволило з високою точністю оцінити масу центрального тіла. За останніми оцінками вона дорівнює
{\displaystyle \ (4.31\pm 0.06\mid _{stat}\pm \,0.36\mid _{R_{0}})\times 10^{6}M_{\odot },}
де похибка 0,06 зумовлена похибками вимірювання параметрів орбіти зорі S2, а похибка 0,36 — похибками вимірювання відстані від Сонця до центру Галактики R0.
Найточніші сучасні оцінки відстані до центру галактики дають
{\displaystyle \ R_{0}=8.33\pm 0.35\,\mathrm {kpc} .}
Перерахунок маси центрального тіла у разі зміни оцінки відстані здійснюється за формулою
{\displaystyle \ [\,4.31(R_{0}/8.33\,\mathrm {kpc} )^{2.19}\pm 0.06\pm 8.6\Delta R/R_{0}\,]\times 10^{6}M_{\odot }.}
Гравітаційний радіус чорної діри масою 4× 106 мас Сонця становить приблизно 12 млн км або 0,08 а. е., тобто в 1400 разів менше, ніж найближча відстань, на яку підходила до центрального тіла зоря S2. Однак серед дослідників практично немає сумнівів, що центральний об'єкт не є скупченням зір малої світності або чорних дір чи нейтронних зір, оскільки сконцентровані в такому малому об'ємі вони за короткий час неминуче б злилися в єдиний надмасивний об'єкт, який не може бути нічим іншим, окрім чорної діри.

## Надмасивні чорні діри за межами нашої галактики
- надмасивна чорна діра масою близько 66 млрд M☉ пов'язана з TON 618 — надзвичайно яскравим радіогучним квазаром, розташованим поблизу Північного полюса Галактики в сузір'ї Гончих Псів.
- чорна діра за межами нашої галактики в квазарі OJ 287, який перебуває на відстані 3,5 млрд світових років. Вона є подвійною системою чорних дір, більша з яких має масу, що дорівнює 18 млрд M☉, фактично — це маса невеликої галактики.[джерело?]
- Другою за масою є чорна діра в центрі галактики NGC 1277 — 17 млрд M☉, що становить 14% маси всієї галактики[25].
- Ще одна надмасивна чорна діра, Q0906+6930 має масу в 10 млрд M☉. Вона розташована в сузір'ї Великої Ведмедиці на відстані 12,7 млрд світлових років від Землі[26].